# 徕卡相机
徕卡（Leica）是德國一家生产相机的公司，品牌名稱由徠茲（Leitz）和相机（camera）的前音节组成。公司的原名为「恩斯特·徕茲」公司，目前拆分为三家公司：徕卡相机、徕卡测量系统和徕卡显微系统，分别生产相机、空间信息测量设备和显微镜。“徕卡”品牌由徕卡显微系统持有，并授权另两家公司使用。其常见数码相机镜头产品注册商标Summarit，为一套质量标准检测和保证体系，有授权其他厂商使用。
徕卡相机最初问世于1925年，是世界上最早的35mm相机。也是最早确立35mm底片格式（24mm×36mm）。

## 历史

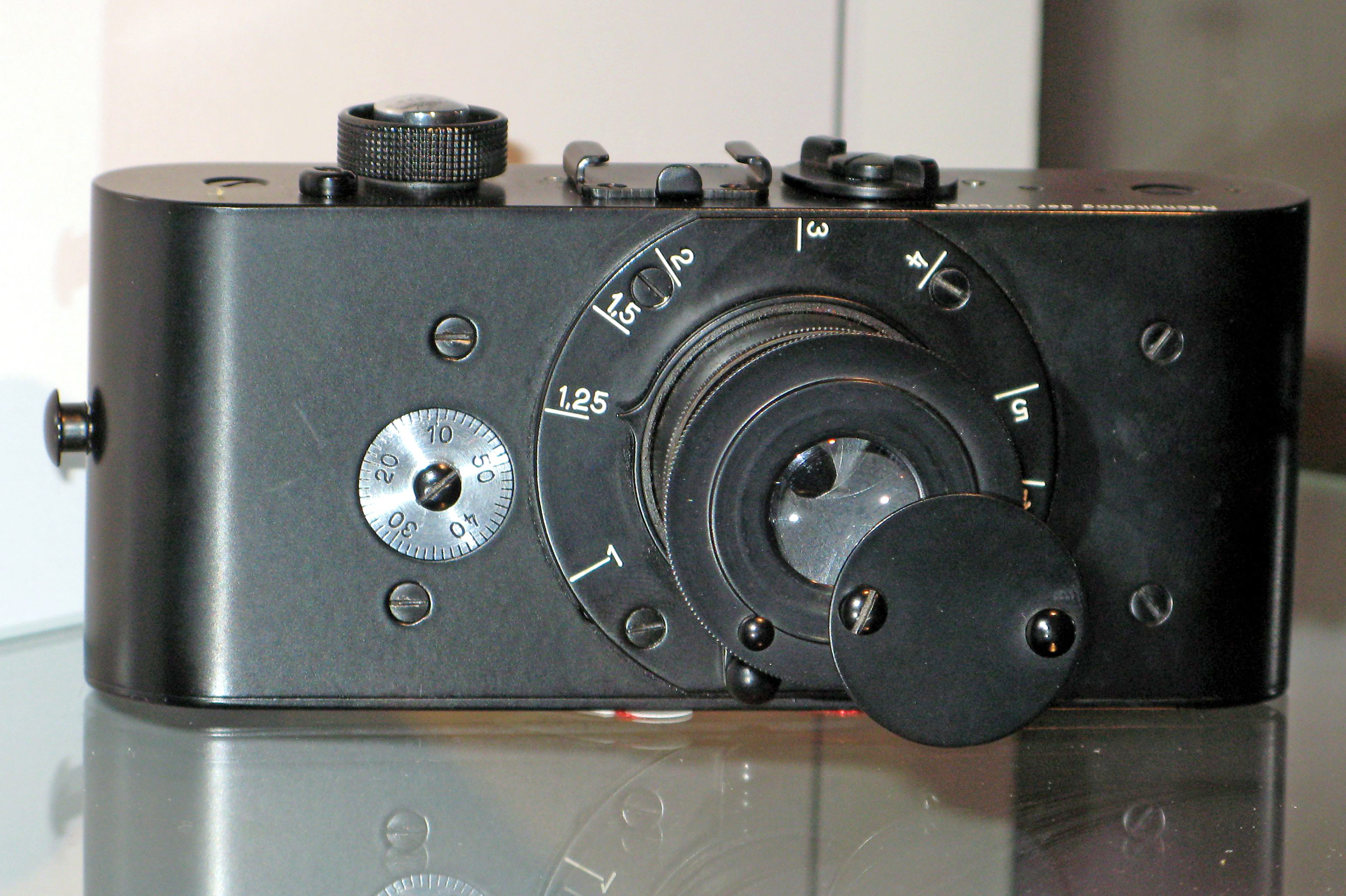
Ur-Leica复制品, 1925, 1:3,5

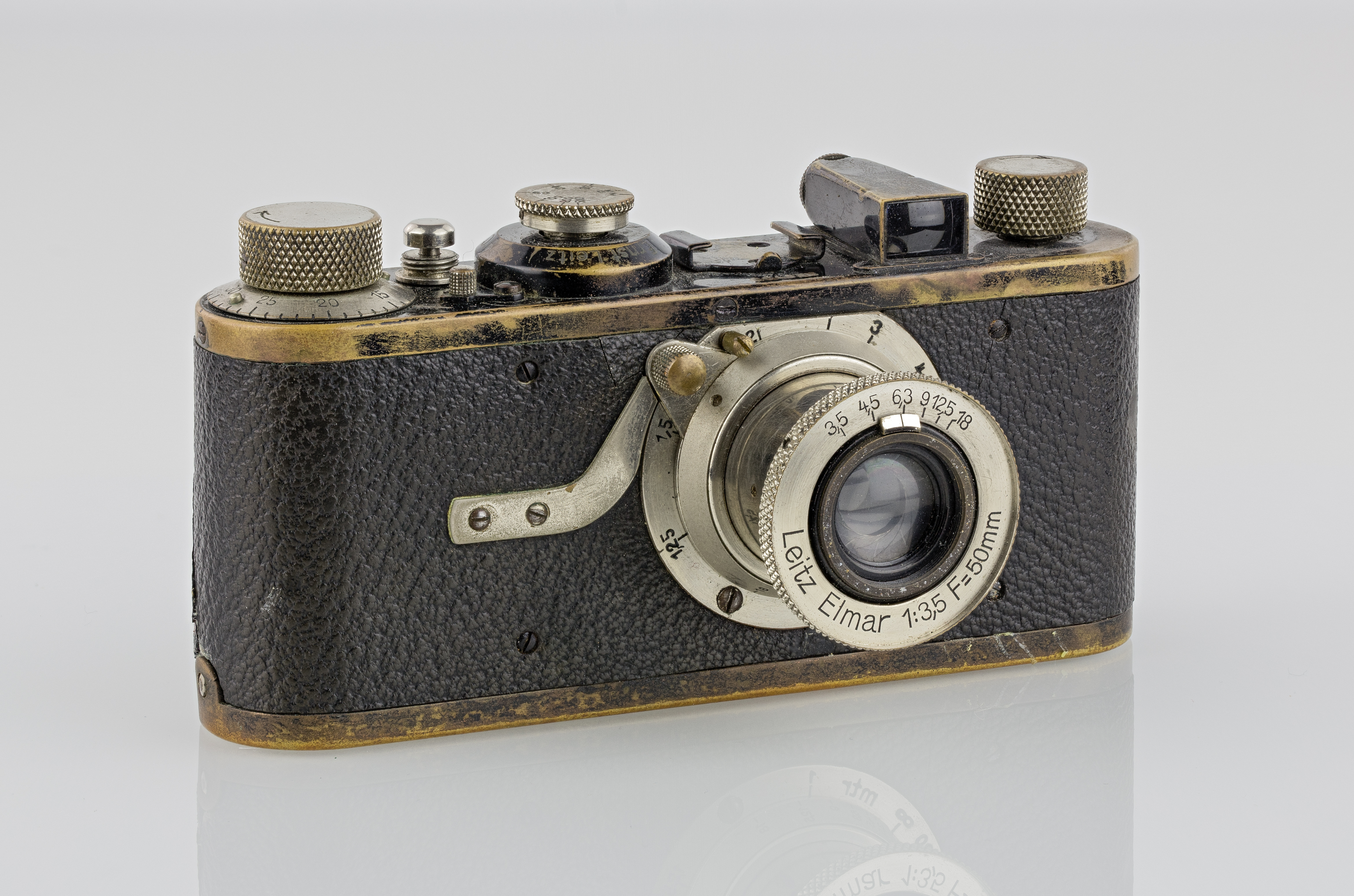
Leica I, 1927, 1:3,5

1913年，第一部徕卡相机的原型（Ur-Leica）在韦茨拉尔市的恩斯特·徕茲光学工厂（E. Leitz Optische Werke）厂由奥斯卡·巴尔纳克（Oskar Barnack）制作。作为风景摄影使用的便携式相机，这台徕卡相机是世界上最早的使用35毫米标准电影軟片的35mm相机。它把电影軟片的18×24毫米画幅扩展到24×36毫米，纵横比也随之从4:3变为3:2。
徕卡经历了几次改良，在1923年巴尔纳克说服了他的老板恩斯特·徕茲二世制造31版的原型系列。在1925年的萊比錫德国展销会上，徕卡I（Leica I）一推出就立即取得成功。所用的爱尔玛50毫米f/3.5镜头由马克思·贝雷克博士设计，其4片4组设计受到蔡司天塞镜头的影响。焦平面快门速度可在1/20秒至1/500秒之间调整，此外还设有Z档（长时间快门，Z即Zeit，德语中表示时间）。
1930年，徕卡发布了带有39毫米螺纹可换镜头系统的徕卡I螺口版（Leica I Schraubgewinde），除了50毫米标准镜头以外，最初还有35毫米广角镜头和135毫米长焦镜头可供选择。
拥有能与镜头对焦系统耦合的测距仪的徕卡II（Leica II）于1932年发布，这一型号装有分离的取景器和测距器。

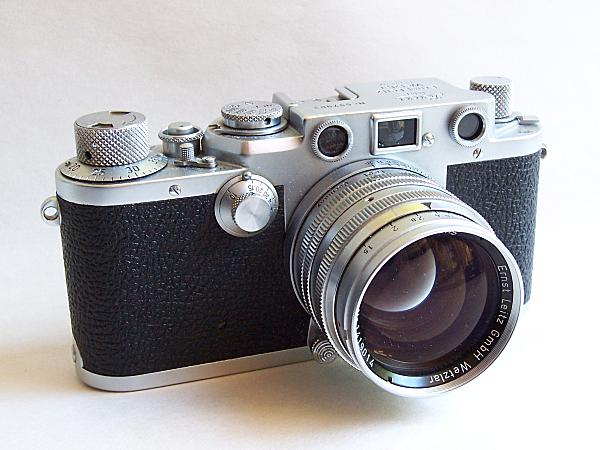
Leica IIIf, 1950

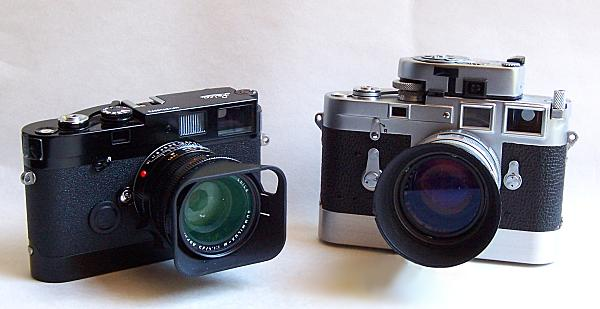
Leica MP, 2003 and M3, 1954

徕卡III（Leica III）的出现将快门速度的下限降至1秒，而IIIa则将上限提高到1/1000秒。徕卡IIIa是巴尔纳克去世前制作的最后一个型号。直至1957年，徕茲一直在改进该型号的设计，其最终的版本IIIg包括一个有若干条画幅框线的大取景器。
1954年，徕茲发布了徕卡M3（Leica M3），这是一个采用卡口镜头的型号。原先分离的测距器和取景器在这个型号中合而为一，在大而明亮的取景器中间有一个更加明亮的对焦用双重图像，并引入了视差补偿系统。此外，这一型号还采用了可靠的橡皮牵引焦平面快门。这一个系列也持续的在改进，最终版本为M7和MP型，在装载不同镜头时会根据镜头的不同焦距（如28、35、50、75、90和135毫米）显示不同的画幅。
许多公司根据徕卡的测距仪设计制造了自己的相机型号，这其中包括日本雷泰斯（Leotax）、早期佳能（Canon），前苏联费德（FED）、佐尔基（Zorki），美国卡董（Kardon），法国富卡（Foca），英国雷德（Reid）的一些型号和上海牌58-II型。

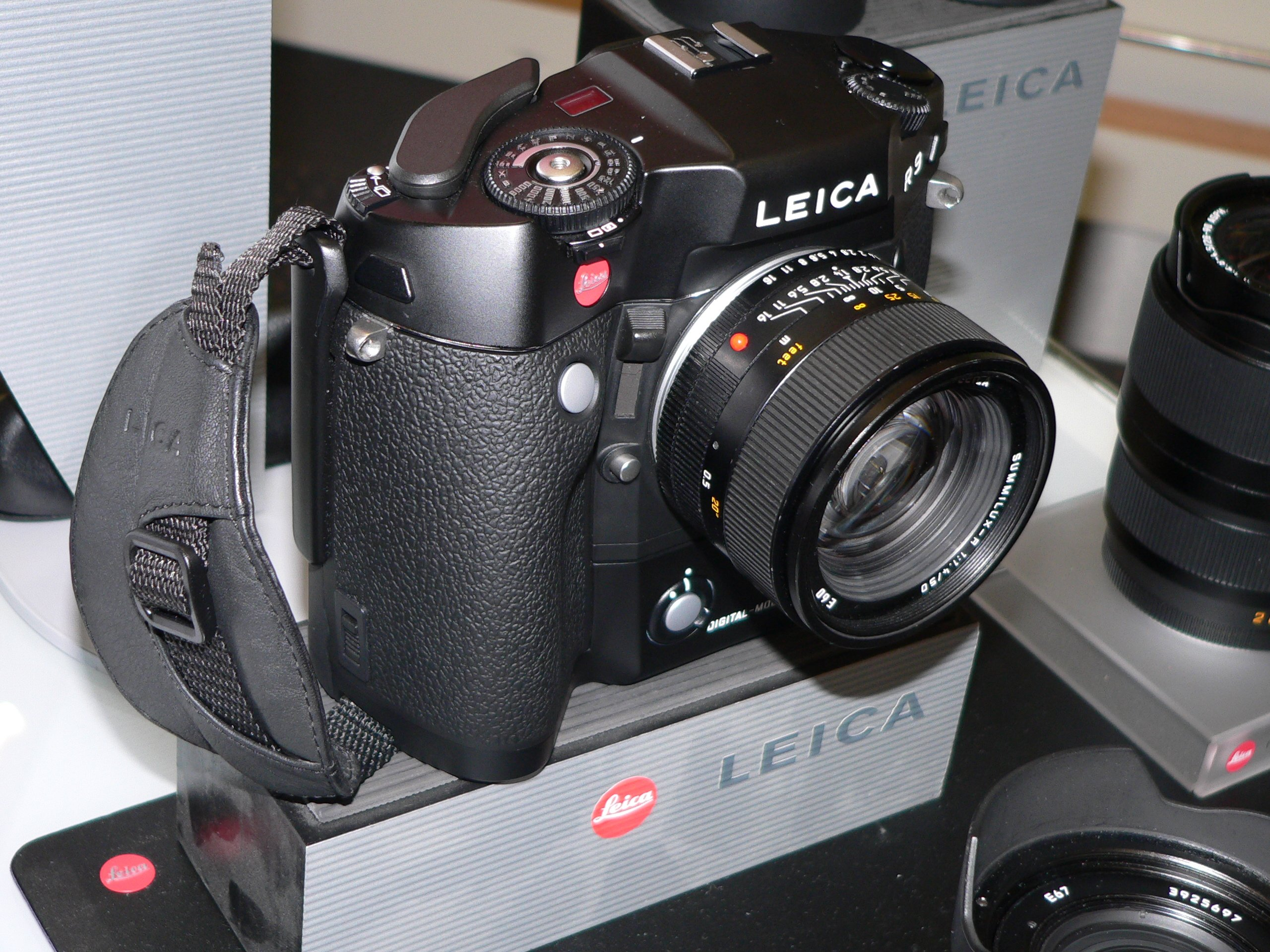
Leica R9, 2002

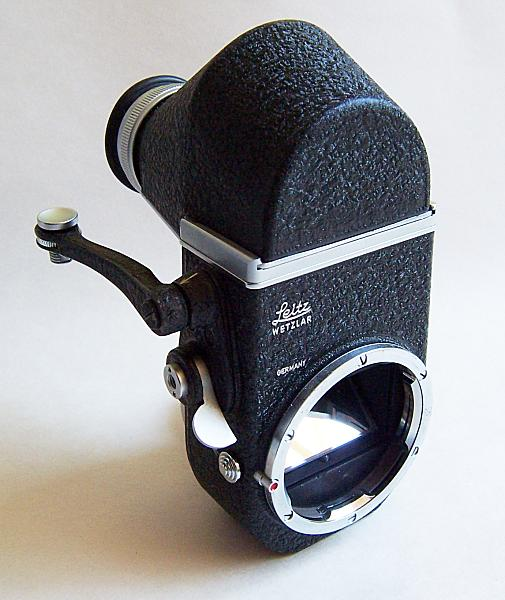
Visoflex II, 1960

自1964年起，徕卡生产了一系列单鏡頭反射式相机（SLR），最初的型号为Leicaflex，继而有Leicaflex SL、Leicaflex SL2和与美能达公司合作的R系列的R3到R7。徕卡R8（Leica R8）完全由徕卡自行设计和生产。目前的型号为徕卡R9（Leica R9），可以与數位機背（Digital Module Back）共同使用。2009年，徕卡宣布R系列傳統軟片用单鏡頭反射式相机、镜头全面停产。
将徕卡的单鏡頭反射式与旁轴机身系列结合起来的是徕卡Visoflex系统，它采用一个反射镜盒装载旁轴系统使用的镜头（有对应螺口和卡口的版本），也可以装载对应该系统的专用镜头。该系统通过一个毛玻璃屏幕——而不是相机上的测距器——完成对焦，一个将该反光镜与快门联动的系统完成軟片的曝光。与相机的测距器不同，这一反射镜盒可以使长焦镜头的对焦更容易。
徕卡在历史上經常領先採用新光学技術，例如高次非球面镜片、折射率1.9稀土鏡片。徕卡镜头被认为能在最大光圈下提供卓越的性能，使其适宜在自然光线条件下进行摄影。
徕卡的相机、镜头、配件和销售文献都是收藏品，有几十种徕卡的书籍和收藏指南，其中著名的包括詹姆斯·L·拉格（James L. Lager）撰写的三卷本《徕卡，一部图像描绘的历史》（Leica, an Illustrated History），早期或罕见的相机和配件在市场上有着极高的价格。
在1986年，由于徕卡品牌的知名度，徕茲公司改名为徕卡。同一时期，徕卡的工厂从韦茨拉尔迁移至附近的索尔姆斯。1996年，徕卡相机公司从徕卡集团中分离，成为一家上市公司。1998年，徕卡集团拆分成两个独立的公司：徕卡微系统和徕卡地理系统。
2011年10月21日私募基金黑石集團（The Blackstone Group）斥資約1.3億歐元，購入德國徠卡（Leica）相機股份公司44%股份，完成後黑石將成為徠卡最大股東。

## 徕卡相机列表

### 早期型号
- Ur-Leica：巴尔纳克的原型徕卡照相机。
- Leica I：1925年正式生产。

螺口可换镜头的徕卡机身

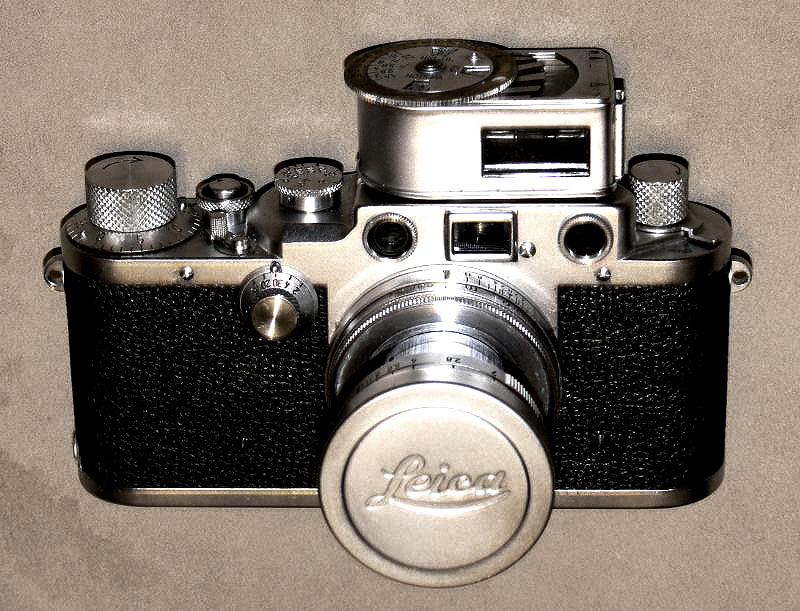
Leica IIIC, 1940

- Leica I Schraubgewinde：1930年39毫米螺旋口，可配爱尔马50毫米f/3.5、35毫米f/3.5和135毫米f/4.5镜头。
- Leica II：1932年，配有可与镜头联动测距仪。
- Leica III：1933年，配有低速快门，由机身前另一小纽控制。
- Leica IIIa：1935年，配有1/1000s的高速快门。
- Leica IIIb：1938年，对焦及构图取景器的结构更加贴合。
- Leica IIIc：1940年，采用了压铸机身。
- Leica IIId：1939年，配有自拍计时器，仅生产了427部。
- Leica If/IIf/IIIf：1952年，配有闪光灯同步插口。
- Leica IIIg：1957年，采用了更明亮的取景器，并配有视差矫正功能。

### 一體相机系列 （停產）
- Leica mini
- Z2X中国造
- C1 中国造
- C2 中国造
- C3 中国造
- Leica Minilux 40mm 日本造
- Leica Minilux Zoom 日本造
- Leica CM 40mm 德国造
- Leica CM Zoom 德国造

### 旁轴相机（手動對焦）

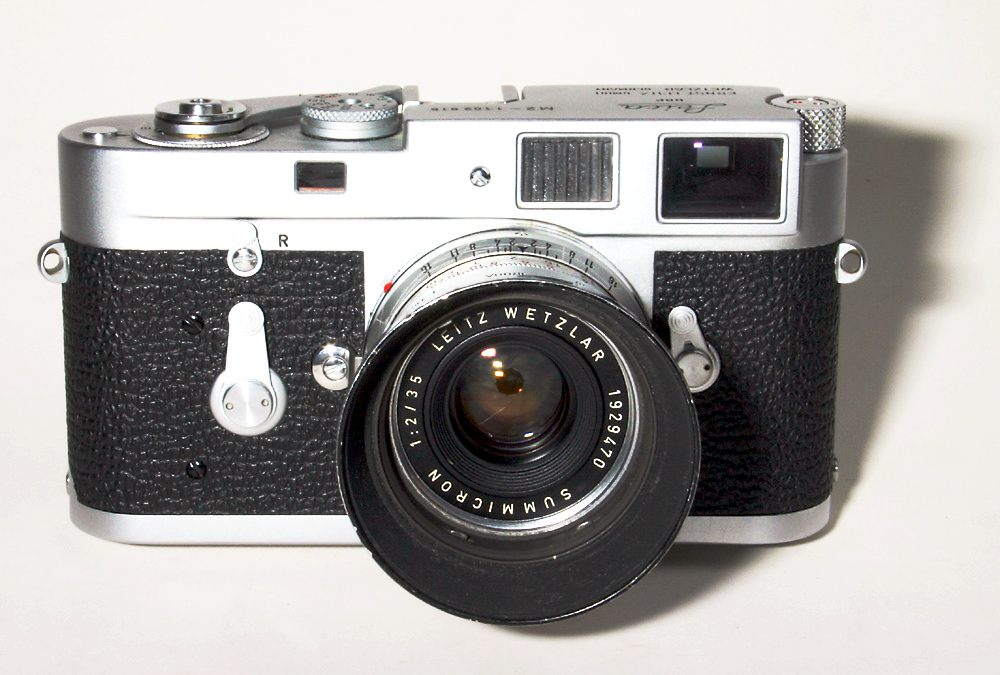
M2

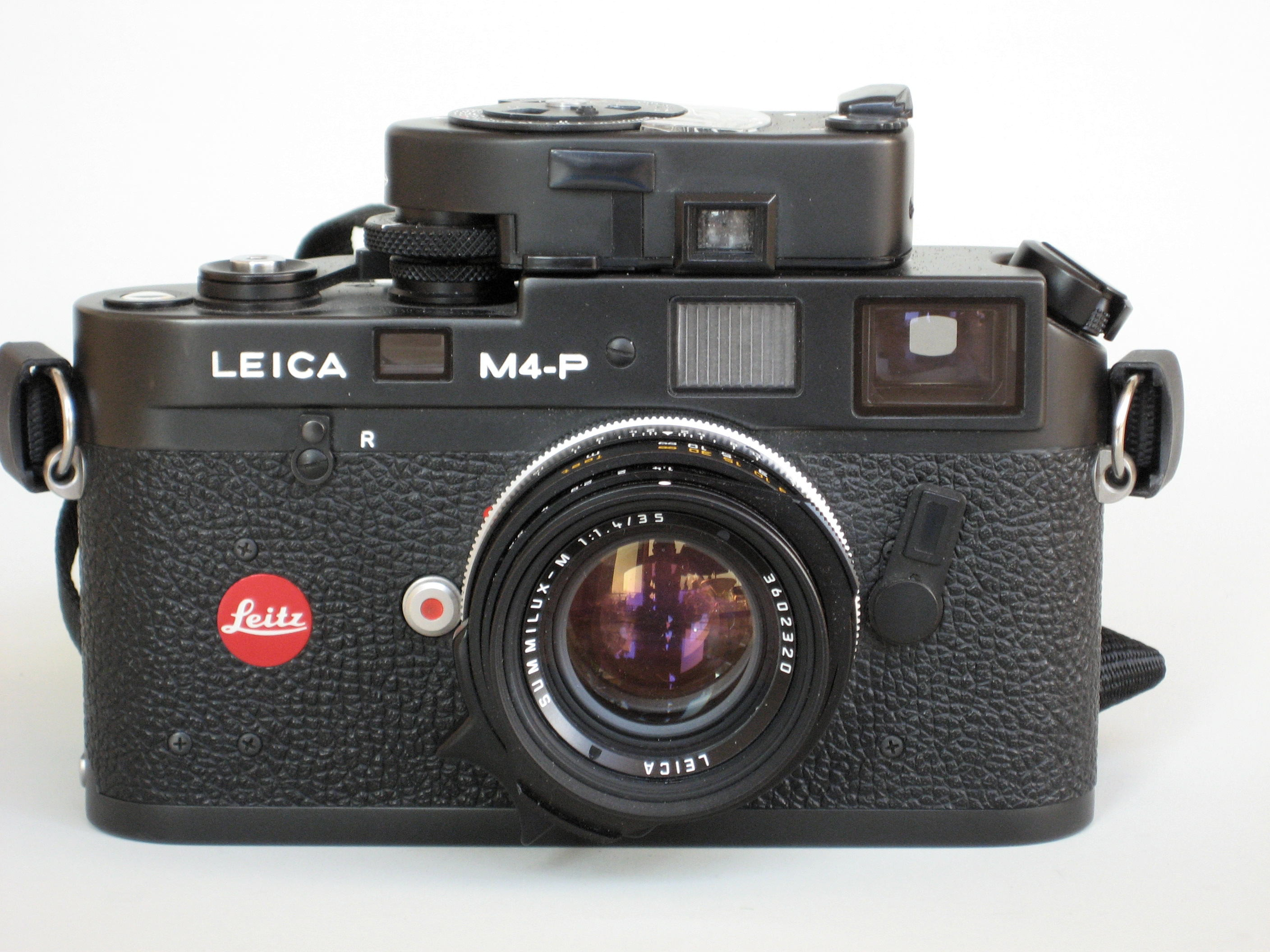
M4-P

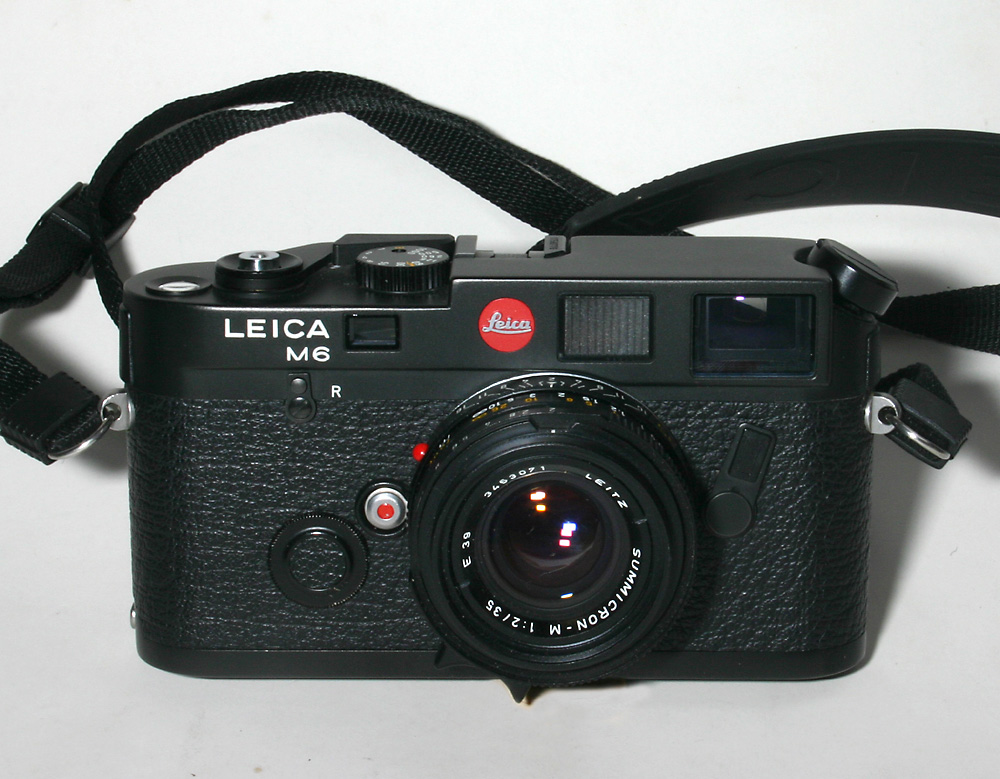
M6

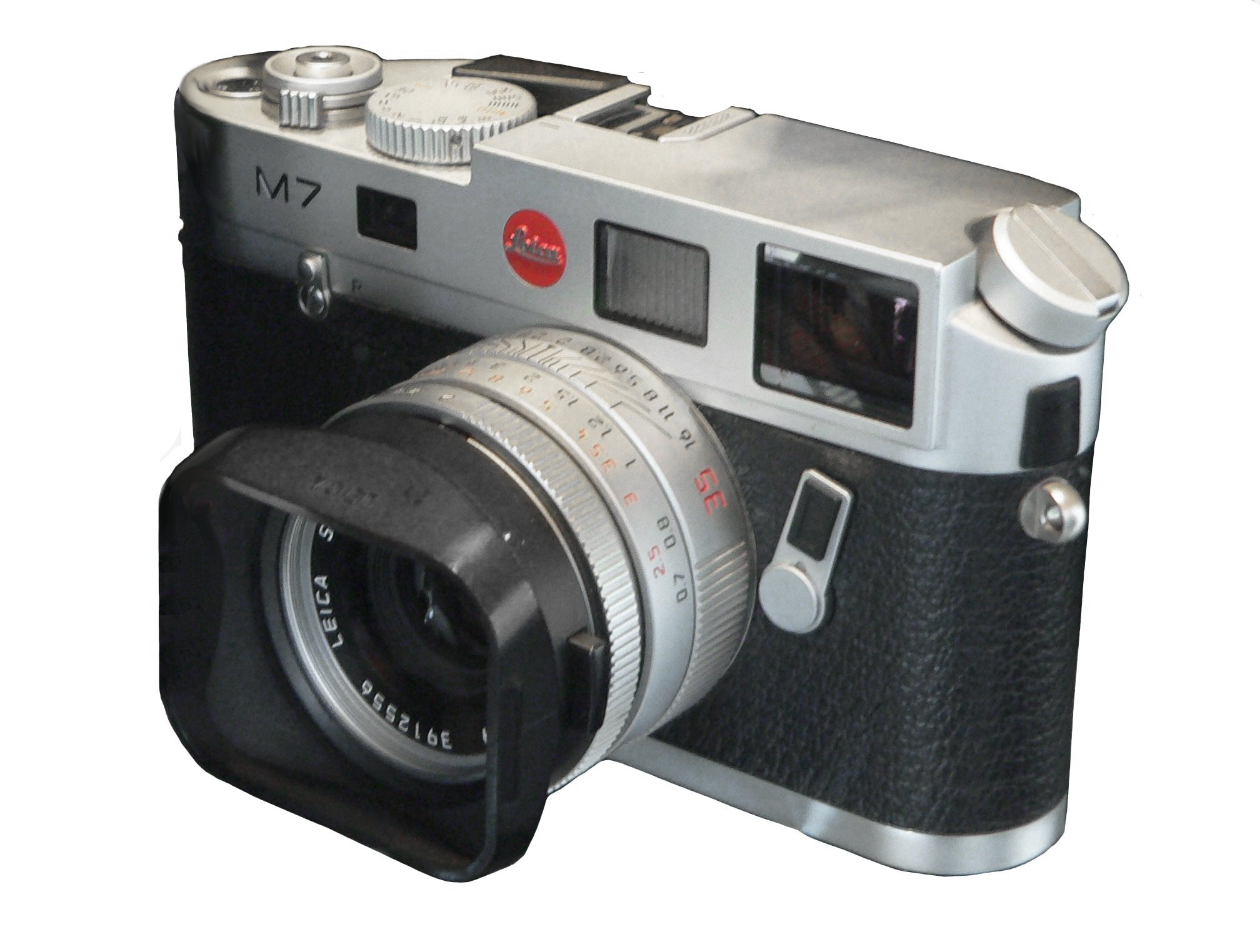
M7

- M3：1954年—1966年，于1954年德国Foto Kina展览会上首次发布，总共生产了22万台。M3是首个使用快速装镜头卡口的徕卡机身（之前III系列的机身是螺纹卡口），其取景器放大倍数为0.92，是所有M系列中最高的。但是只有50mm， 90mm， 135mm 線框，所以不適用50mm以下的廣角鏡（除非采用額外的取景器或矫正器）。M3采用现代的过片杆而非之前III系列的旋钮过片。
- MP：1960年左右，第一代经典MP，产量不多。Alfred Eisenstaede用。他的那臺還有快速過片的底蓋，動作快的話可以每秒3張拍攝。那時還沒有自動馬達。
- M2：1958年—1967年，取景器的放大倍率从M3的0.92倍下调到0.72倍，拥有了35mm框线,並简化了测距仪结构。M2计数器没有自动复位功能，拍完一卷后要自己动手拨回去。
- M1：1958年—1967年，功能与M2基本相同，但移除了测距仪系统
- M4：1967年
- M4 MOT：1967年
- M5：1971年，体积与重量最大的M相机，长相奇怪，俗称“饭盒”，第一次加入内置的测光表。
- M4-2：1977年
- M4-P：在M4-2的基础上取景器中增加了28mm框线。可以认为是不带测光功能的M6。
- M6：1984年—1992年，在这个划时代的型号中结合了M3的外形尺寸，先进的没有运动部件的测光计（之前M5的测光表有类似一个棒子运动部件，在帘布快门前，镜头后）和取景器中的LED指示。
- M6 TTL：1998年，支持TTL闪光，所增加的电子部件在顶部增加了2毫米的高度。将快门速度拨轮改为了逆时针。
- M7：2002年，增加焦平面高速闪光、光圈优先拍摄和电子横走式布帘快门。有.58、.72和.85倍放大的取景器规格，其顶部与M6 TTL类似。为M系列进入电子化机身的转折点。
- MP：2003年，MP代表“完美的机械相机”（Mechanical Perfection），功能上与M6类似，但其取景器的改进消除了眩光。倒片螺丝改为与M3相同。正面沒有刻字，更低調一點。
- M-A (typ 127)：2014年，復古底片機。全機械機身，無測光，還原舊日底片味道。

### 數位旁轴相机（手動對焦）

#### M8系列
- M8：2006年，徕卡第一台数位旁轴相机。
- M8.2：2008年，M8升级版。

#### M9系列
- M9: 2009年，全球首部全畫幅數位旁轴相机。
- M9-P: 2011年，M9升級版，没有經典紅色logo。
- M-E (Typ 220): 2012年，M9基本版。
- M-Monochrome: 2012年，M9-P黑白版，外觀和M9-P一模一樣，只能拍黑白。

#### M系列（俗稱9.5系列）
- M (Typ 240)：2012年。
- M-P (Typ 240)：2014年，M的升級版，没有經典紅色logo。
- M (Typ 262)：2015年，M的基本版。
- M Monochrom (Typ 246)：2015年，M-P黑白版，外觀和M-P一模一樣，只能拍黑白。
- M-D (Typ 262)：2016年，M的外觀精簡版，沒有螢幕，没有經典紅色logo。

#### M10系列
- M10：2017年，2400萬畫素。
- M10-P：2018年，M10升級版，没有經典紅色logo。
- M10-D：2018年，M10外觀精簡版，沒有螢幕，没有經典紅色logo。
- M-E (TYP 240)：2019年，M10基本版。
- M10 Monochrom：2020年，M10-P黑白版，外觀和M10-P幾乎一模一樣，只能拍黑白，4000萬畫素。
- M10-R：2020年，M10的4000萬畫素版本，外觀和M10一模一樣，功能可以算是M10 Monochrom的彩色版。

#### M11系列
- M11：2022年，6000萬畫素。
- M11 Monochrom：2023年5月，M11黑白版，只能拍黑白，没有經典紅色logo。
- M11-P：2023年10月，M11升級版，外觀和M11 Monochrom一模一樣。

### 單眼相機（停產）

#### Leicaflex系列
全畫幅底片單眼系列，由于Nikon F系列的成功，带来巨大的压力而产生的产品。

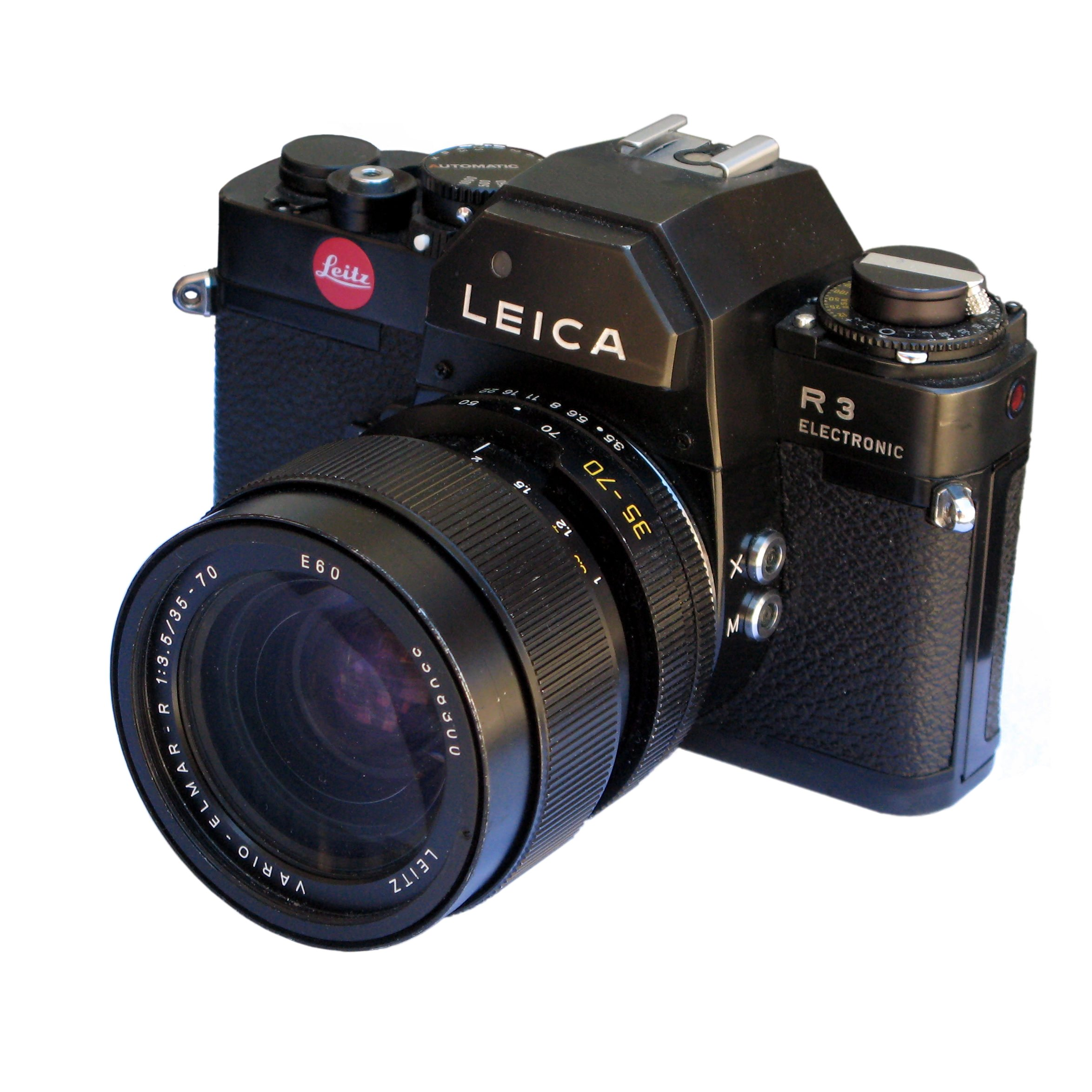
R3

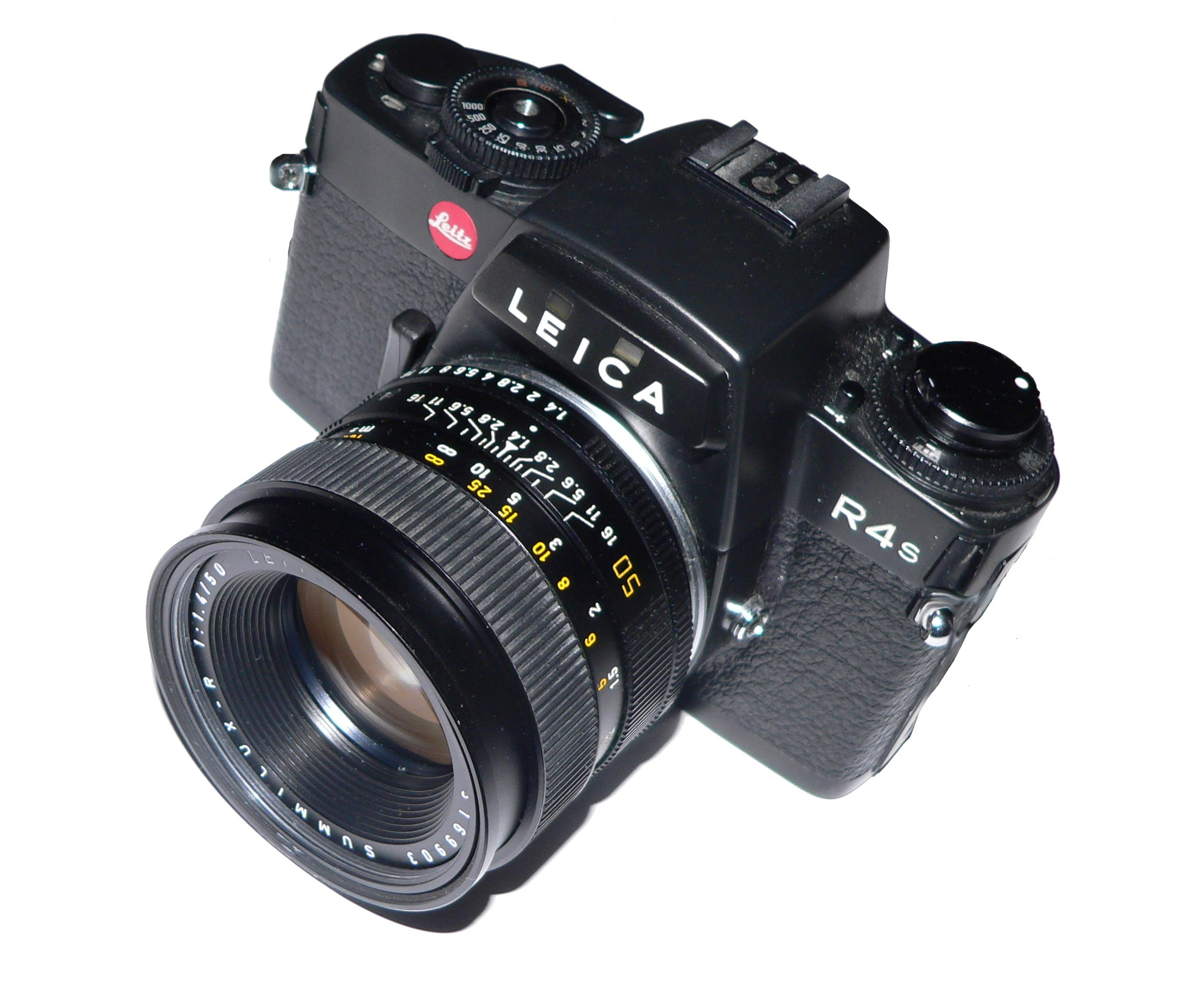
R4

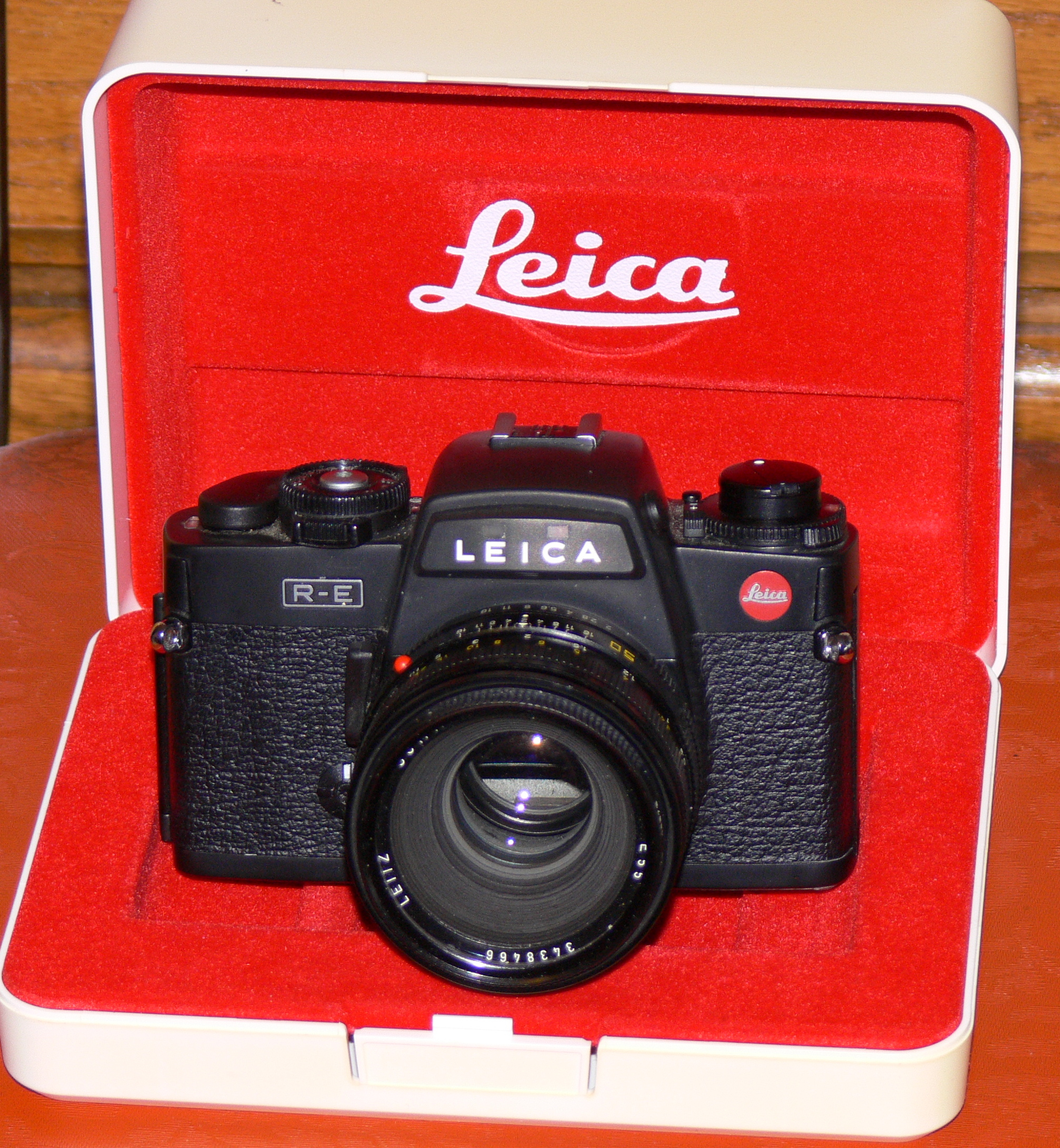
RE

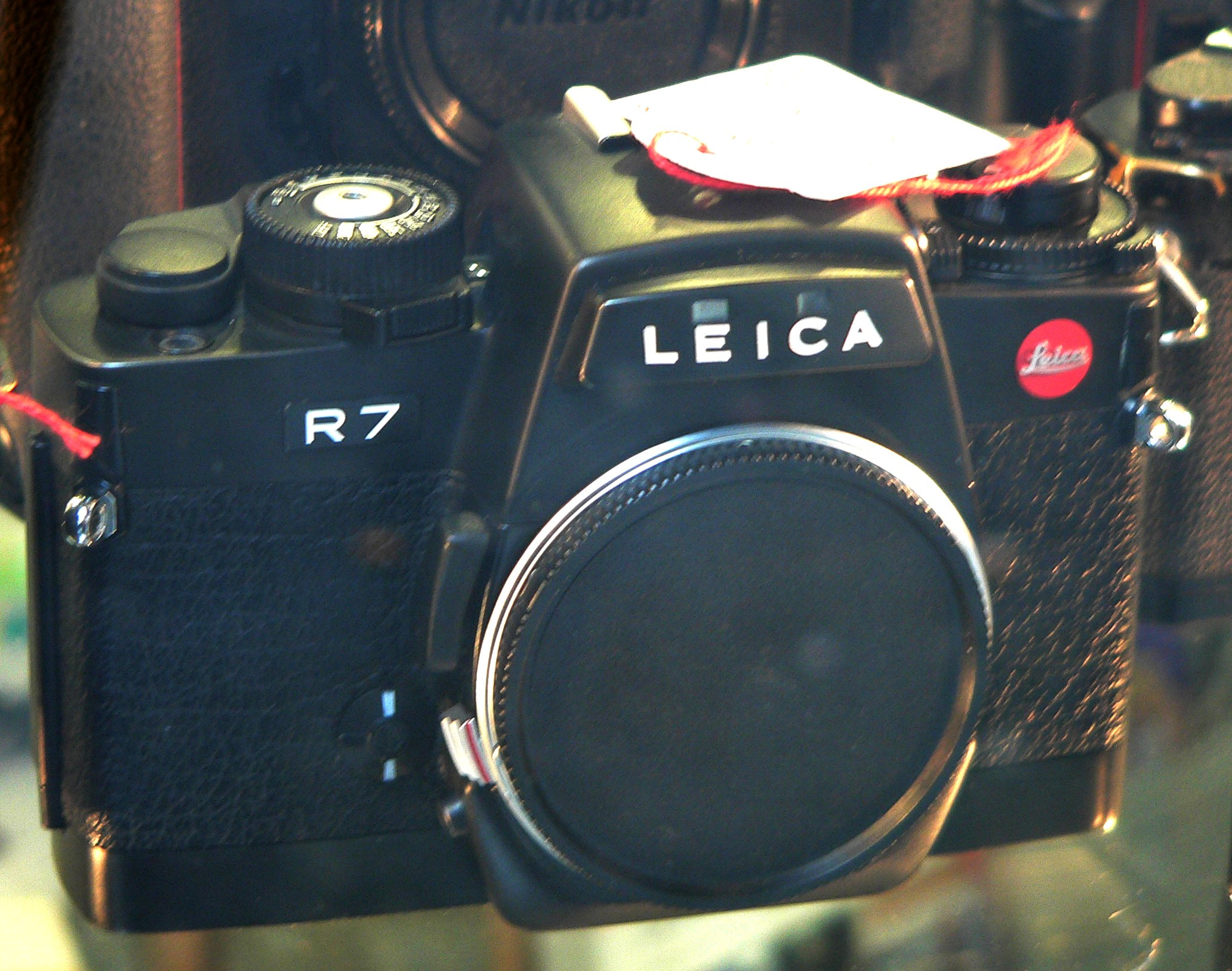
R7

- Leicaflex I/II：1964年—1967年，带有内置的外部测光计和中央带毛玻璃的取景器。
- Leicaflex SL/SL MOT：1968年，支持TTL重点区域测光。
- LEICAFLEX SL2/SL2 MOT：1974年，在SL的基础上改进了机身造型并采用敏感度更高的测光计，被一些人认为是最坚固的35毫米单反相机。SL2的制造成本比售价还高，这促使徕卡与美能达合作开发下一代电子化的单反相机——R系列。

#### R系列
全畫幅底片單眼系列，針對佳能和尼康兩大全畫幅單眼巨頭而產生的產品。在70年代中，徠卡早己失去了SLR的先机，加上德国工费日益高涨遇上日本相機性能超群、价格低廉的双重压力下，徠卡自行设计的SLR系统已陷入崩溃，为了活下去，徠卡被逼无奈和日本美能達全面合作，R系列正是外德内日的産物(但R8以後重新由德国徠卡設計)。
- R3：1976年，徕卡第一款电子化的单反相机，基于美能达XE1/7，在生产少数产品后转往在葡萄牙的工厂生产。
- R3 MOT：1978年
- R4/R4 MOT：1980年，基于美能达XD11，确定了直至R7的R系列相机的基本配置。提供了程序、快门优先、光圈优先和手动曝光模式，支持点测光和中央重点测光。
- R4s：1982年—1985年
- R5：1987年—1988年，进行了电路改进，支持TTL闪光。
- R6：1988年，采用机械快门，使得仅有内置测光计需要依赖电池。
- R-E：1990年
- R6.2：1992年
- R7：1992年
- R8：1996年，脱离了美能达重新设计，并在德国的工厂生产。
- R9：2002年
- R8/R9 DMR Digital Module R ： 2003年，DMR数码后背，1000萬像素。1.4倍率。适用于R8、R9。是R系列數位化的极佳選擇。

### 數位單眼相機

#### S系列
中畫幅數位單眼系列，針對哈蘇和飛思兩大中畫幅相機巨頭而產生的產品。
- S1：1996年，1000萬像素。
- S2：2008年，3700万像素。
- S Type 006：2012年，3750萬像素CCD。
- S Type 007：2014年，3750萬像素CMOS。
- S3：2020年，6400万像素。

### 微單眼相機（自動對焦）
SL/TL/CL系列合稱徠卡L卡口，可以互換鏡頭，也可使用L卡口聯盟的鏡頭

#### TL系列
使用APS-C傳感器的可換鏡頭數位相機，由於富士X系列的成功，帶來巨大的壓力而產生的產品。
- T (Typ 701)－2014年，1600萬畫素。
- TL－2016年，為了配合SL而改名TL系列，TL和T在机身外观上并没有什么太大的变化，用丝毫无变化来形容都不为过，僅在机身颜色上增加了钛金色。
- TL2－2017年，2400萬畫素。

#### SL系列
使用全畫幅傳感器的可換鏡頭數位相機，由於索尼α7系列的成功，帶來巨大的壓力而產生的產品。
- SL (Typ 601)－2015年，2400万像素。

- SL2－2019年，4700万像素，外觀和SL幾乎一模一樣。

- SL2-S－2020年，2400万像素，功能介於SL和SL2之間，可以算是SL1.5。

- SL3−2024年，6000萬畫素。

#### CL系列
- CL－2017年，2400萬像素，除了外觀，和TL2並無區別。

PS. 徠卡APS-C系統目前擁有CL和TL2兩款德國製造的相機，在設計感和操作性上非常不同，徠卡CL相機以經典形象展現出徠卡相機的傳統，徠卡TL2相機則體現了未來主義風格。

### 類單眼相機（自動對焦）（定焦镜头）
X系列已停產，Q系列為X的後繼系列 

#### X系列
使用APS-C传感器的固定镜头数码相机。
- X1：（2009）35mm鏡頭。
- X2：（2012）
- X-E：（2014）
- X Vario (Typ 107)：(2013) 具备变焦镜头的X系列机型。
- X （Typ 113）
- X-U (Typ 113)：(2014) 仍然保持了约35mm的等效焦距。

#### Q系列

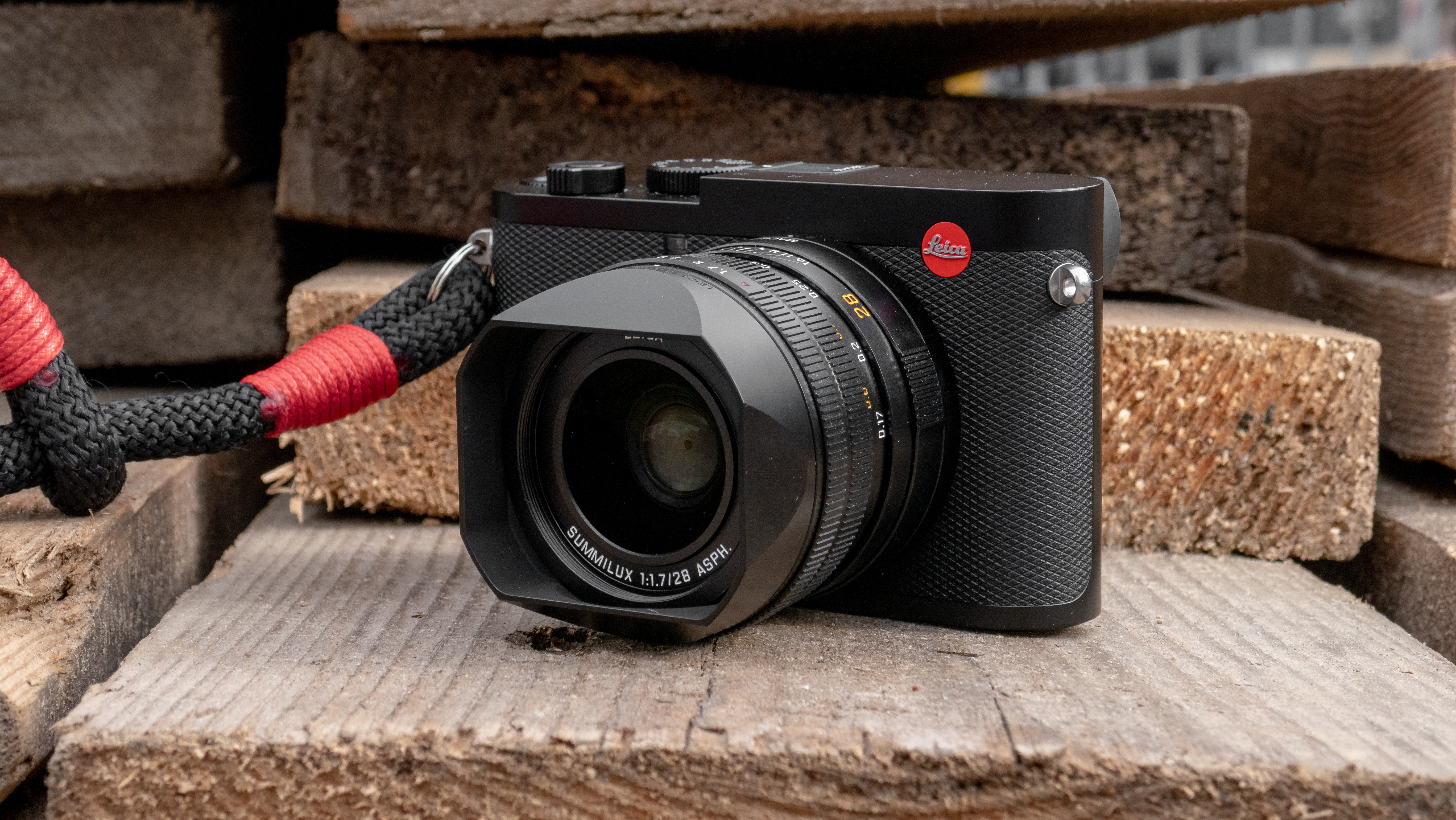
Leica Q2

使用全畫幅传感器的固定镜头数码相机，由於索尼RX1系列的成功，帶來巨大的壓力而產生的產品。
- Q (Typ 116)：2015年，2400萬畫素，镜头为不可换的定焦，标称28mm焦距。
- Q2：2019年，4730萬畫素。
- Q3：2023年，6000萬畫素。
- Q3 43：2024年，6000萬畫素，43mm焦距。

### 傻瓜相機（變焦鏡頭）

#### C系列
- Leica C (Typ 112)：2013年，LF系列姊妹機 与松下合作后的姐妹机。日本制造。

#### C-Lux系列
卡片式数码相机，与松下合作后的姐妹机。日本制造。
- C-LUX 1 (2006)
- C-LUX 2 (2007)
- C-LUX 3 (2008)
- C-LUX 4 (2018)

#### D-Lux系列
卡片式高端数码相机，感光元件为16：9画幅。与松下合作后的姐妹机。日本制造。
- D-LUX (2003)
- D-LUX 2 (2005)
- D-LUX 3 (2006)
- D-LUX 4 (2008)
- D-LUX 5 (2010)
- D-LUX 6 (2012)
- D-LUX (Typ 109) (2014)
- D-LUX 7 (2018)
- D-LUX 8 (2024)

#### V-Lux系列
旅行用大变焦系列，与松下合作后的姐妹机。日本制造。
- V-LUX 1 (2006)
- V-LUX 20 (2010)
- V-LUX 2 (2010)
- V-LUX 30 (2011)
- V-LUX 3 (2011)
- V-LUX 40 (2012)[7]
- V-LUX 4 (2012)
- V-LUX (Typ 114) (2014)
- V LUX 5 (2019)

### Digilux数码系列（停產）
- Digilux （页面存档备份，存于）
- Digilux Zoom…12.7萬像素。
- Digilux 4.3……240萬像素。
- Digilux 1………400萬像素，富士的姐妹機。
- Digilux 2………500萬像素。松下LC-1姐妹機。2004年photonika得獎。CCD出現災情，Leica供一次免費更換服務。只需把機器寄回德國，不需要提供任何文件，維修后會記錄相機的序列號。
- Digilux 3………750萬像素。松下L-1姐妹機，4/3片幅，2006年停產。日本製。

## 徕卡镜头列表

### 螺旋口镜头（停產）

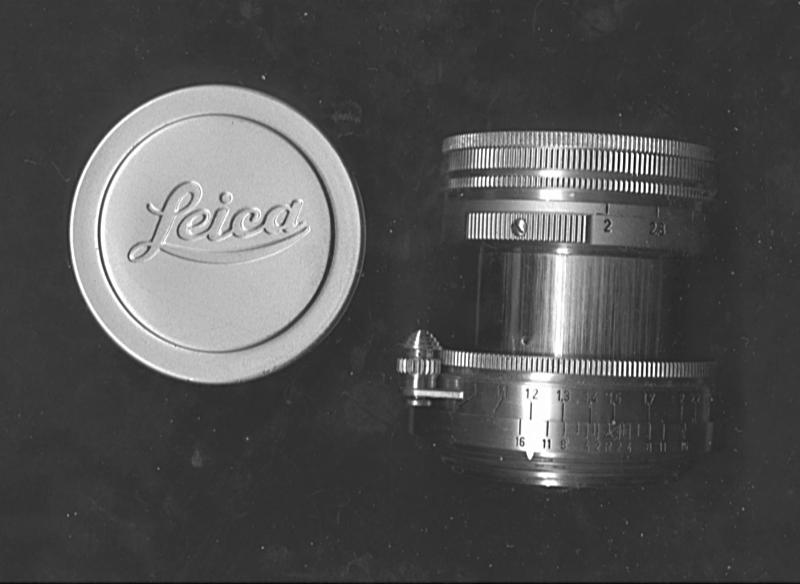
50mm f2.0 SUMMITAR

- 21毫米：f4 SUPER ANGULON
- 28毫米：f5.6 Summaron f6.3 HEKTOR
- 35毫米：f2 SUMMICRON，f2.8 SUMMARON，f3.5 ELMAR，f3.5 SUMMARON
- 50毫米：f1.5 SUMMARIT，f1.4 SUMMILUX，f2 SUMMITAR，f2 SUMMAR，f2 SUMMICRON，f2.5 HEKTOR，f2.8 ELMAR，f3.5 ELMAR
- 65毫米：f3.5 ELMAR
- 73毫米：f1.9 HEKTOR
- 90毫米：f2 SUMMICRON，f2.8 ELMARIT，f4 ELMAR
- 105毫米：f6.3 ELMAR
- 135毫米：f4.5 HEKTOR，f4.5 ELMAR
- 200毫米：f4 TELYT
- 280毫米：f4.8 TELYT
- 400毫米：f5 TELYT，f5.6 TELYT
- 560毫米：f5.6 TELYT

### M镜头 （部分停產）
- 16-18-21毫米：f4 TRI-ELMAR-M ASPH
- 18毫米：f3.8 Super Elmar-M ASPH
- 21毫米：f2.8 ELMARIT-M ASPH，f1.4 SUMMILUX-M ASPH
- 24毫米：f2.8 ELMARIT-M ASPH，f1.4 SUMMILUX-M ASPH, f3.8 Elmar-M
- 28毫米：f2 SUMMICRON-M ASPH，f2.8 ELMARIT-M ASPH
- 35毫米：f1.4 SUMMILUX-M ASPHERICAL，f1.4 SUMMILUX-M ASPH，f1.4 SUMMILUX-M，f2 SUMMICRON-M，f2 SUMMICRON-M ASPH，f2.5 SUMMARIT-M
- 50毫米：f0.95 NOCTILUX-M ASPH，f1.0 NOCTILUX-M，f1.2 NOCTILUX-M，f1.4 SUMMILUX-M ASPH，f2 SUMMICRON-M ASPH，f2.5 SUMMARIT-M，f2.8 ELMAR-M
- 28-35-50毫米：f4 TRI-ELMAR-M ASPH
- 75毫米：f1.4 SUMMILUX-M，f2 APO SUMMICRON-M ASPH，f2.5 SUMMARIT-M
- 90毫米：f2 APO SUMMICRON-M ASPH，f2.5 SUMMARIT-M，f2.8 ELMARIT-M，f4 MACRO-ELMAR-M, f2 Summicron-M
- 135毫米：f3.4 APO-TELYT-M

### R镜头（停產）
- 16毫米：f2.8 FISHEYE-ELMARIT-R
- 19毫米：f2.8 ELMARIT-R
- 21毫米：f4.0 SUPER-ANGULON-R
- 24毫米：f2.8 ELMARIT-R
- 28毫米：f2.8 ELMARIT-R，f2.8 PC-SUPER-ANGULON-R
- 35毫米：f1.4 SUMMILUX-R，f2 SUMMICRON-R, f2.8 ELMARIT-R
- 50毫米：f1.4 SUMMILUX-R，f2 SUMMICRON-R
- 60毫米：f2.8 MACRO-ELMARIT-R
- 80毫米：f1.4 SUMMILUX-R
- 90毫米：f2 SUMMICRON-R，f2.8 ELMARIT-R
- 100毫米：f2.8 APO-MACRO-ELMARIT-R
- 135毫米：f2.8 ELMARIT-R
- 180毫米：f2 APO-SUMMICRON-R，f2.8 APO-ELMARIT-R, F3.4 APO-TELYT-R
- 280毫米：f4 APO-TELYT-R，f2.8 APO-TELYT-R MODULE
- 400毫米：f6.8 TELYT R，f2.8 APO-TELYT-R MODULE，f4 APO-TELYT-R MODULE
- 500毫米：f8.0 MR-TELYT-R
- 560毫米：f4 APO-TELYT-R MODULE，f5.6 APO-TELYT-R MODULE
- 800毫米：f5.6 APO-TELYT-R MODULE
- 21-35毫米：f3.5-4 VARIO ELMAR R
- 28-70毫米：f3.5-4.5 VARIO-ELMAR-R
- 28-90毫米：f2.8-4.5 VARIO ELMARIT-R
- 35-70毫米：f2.8 VARIO-ELMAR-R
- 35-70毫米：f3.5 VARIO-APO-ELMARIT-R
- 70-180毫米：f2.8 VARIO-APO-ELMARIT-R
- 70-210毫米：f4 vario-ELMAR-R
- 12-280毫米：f1.8-22.5 VARIO-APO-ELMARIT-R
- 80-200毫米：f4 VARIO-EMLAR-R
- 105-280毫米：f/4.2 VARIO-ELMAR-R

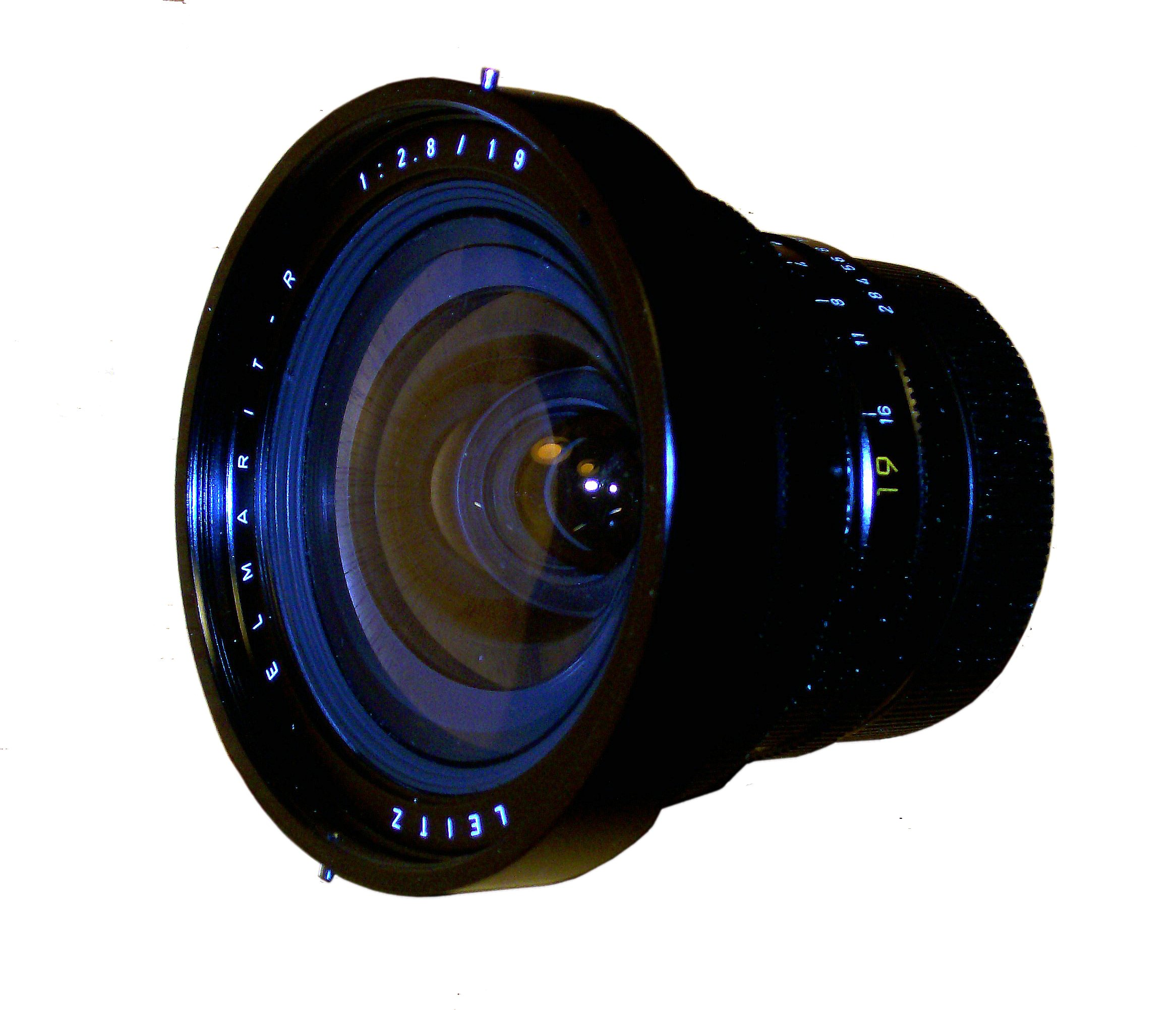
恩斯特·莱兹·加拿大公司 ELCAN  Elmarit R 19毫米 f/2.8 广角镜头
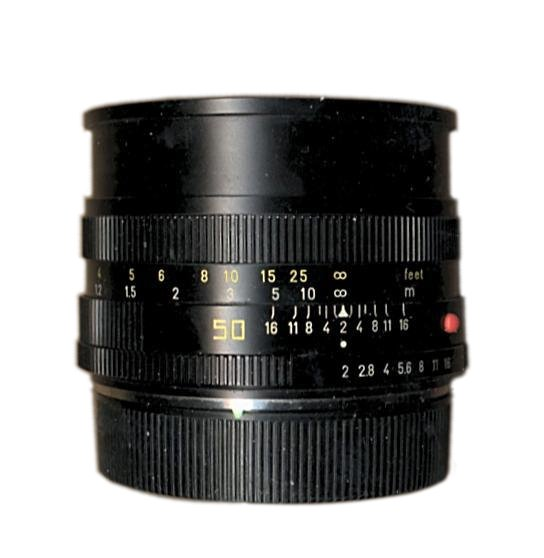
ELCAN 徠卡  SUMMICRON-R 50/2
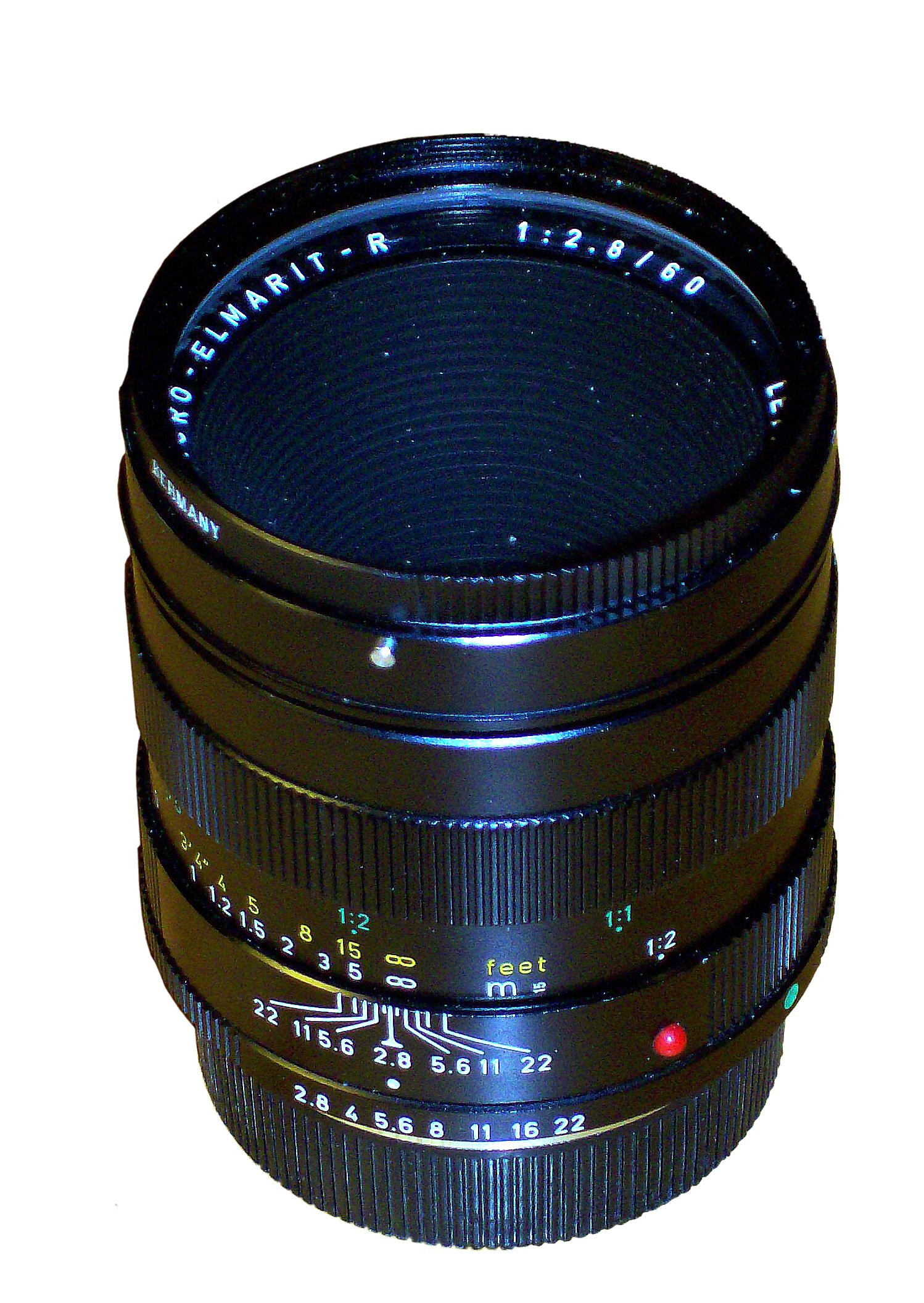
徠卡 MACRO ELMARIT R 60/2.8
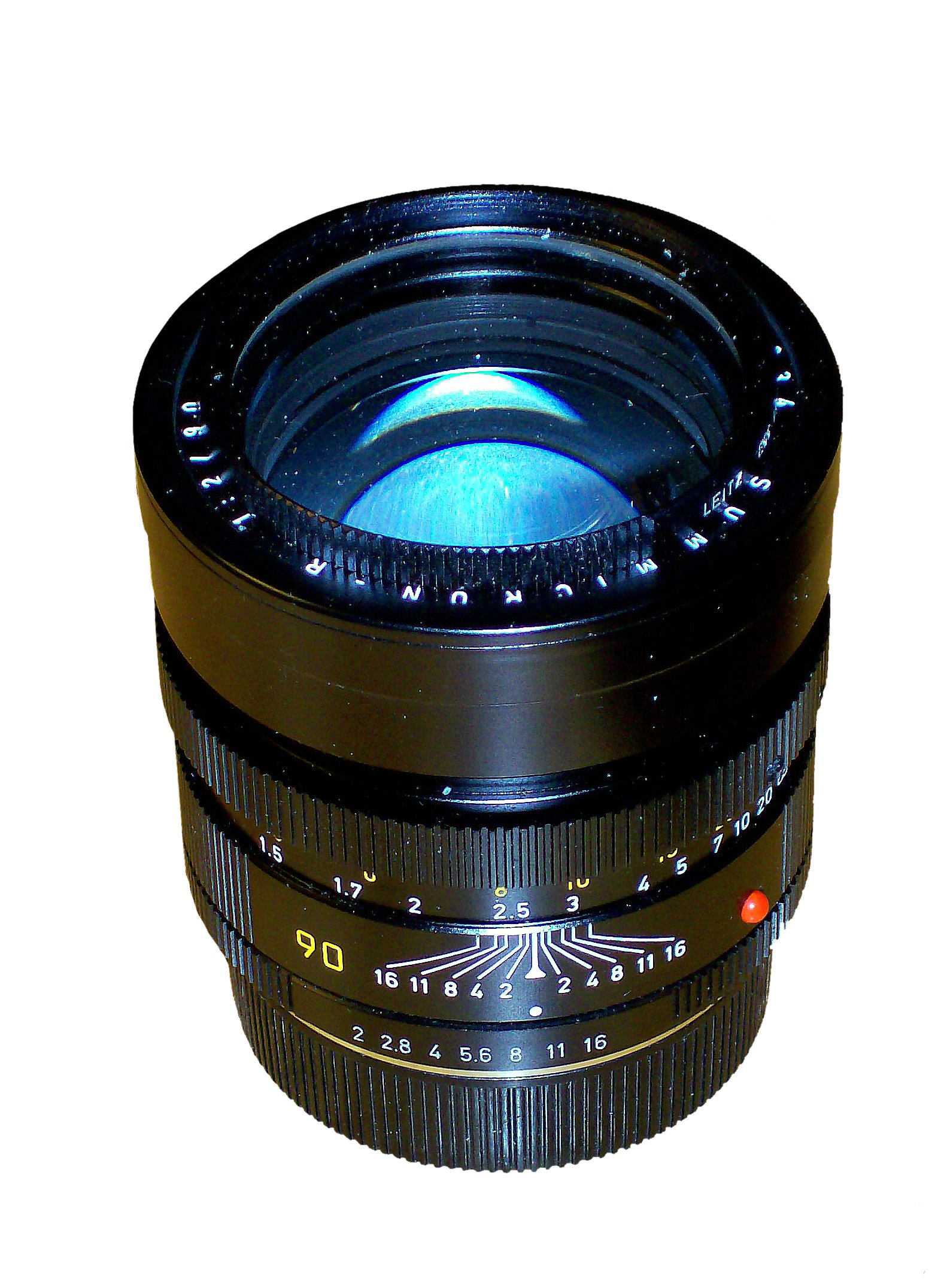
徠卡 SUMMICRON  90/2
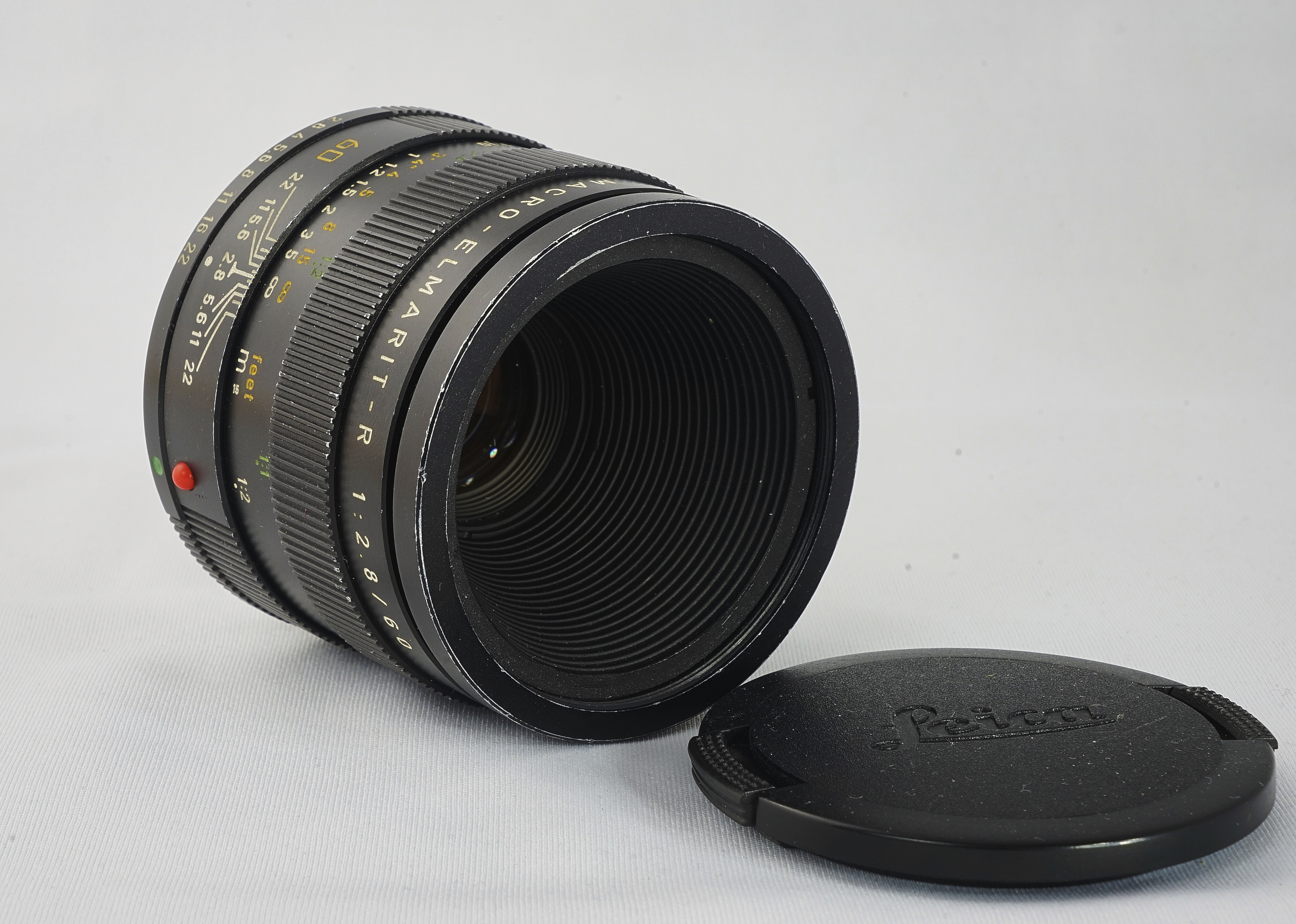
徠卡 60毫米/2.8
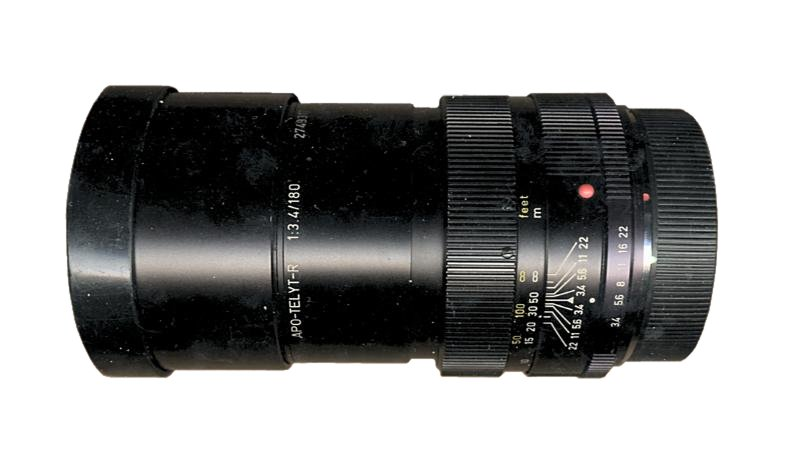
徠卡 180毫米 f3.4 APO-TELYT-R 镜头
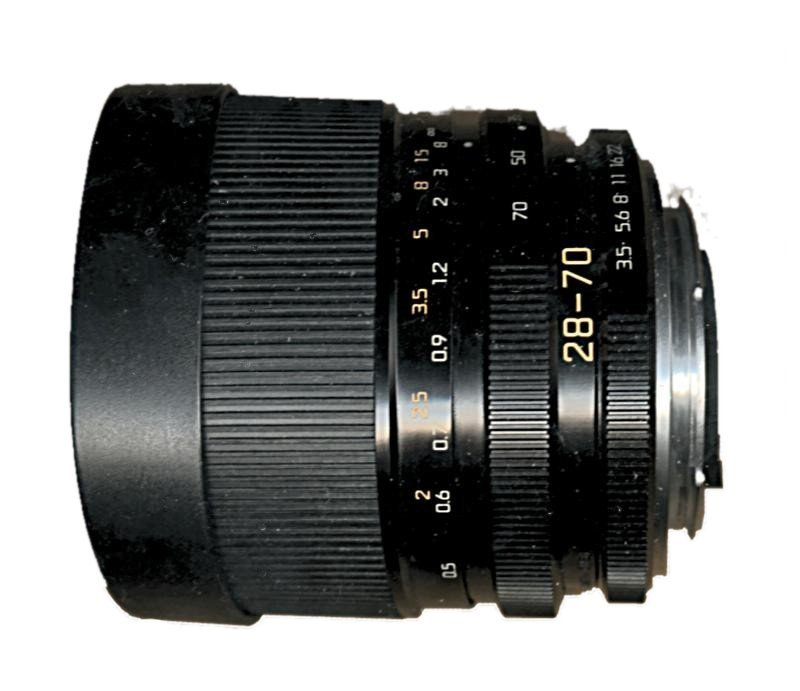
28-70mm VARIO ELMAR-R
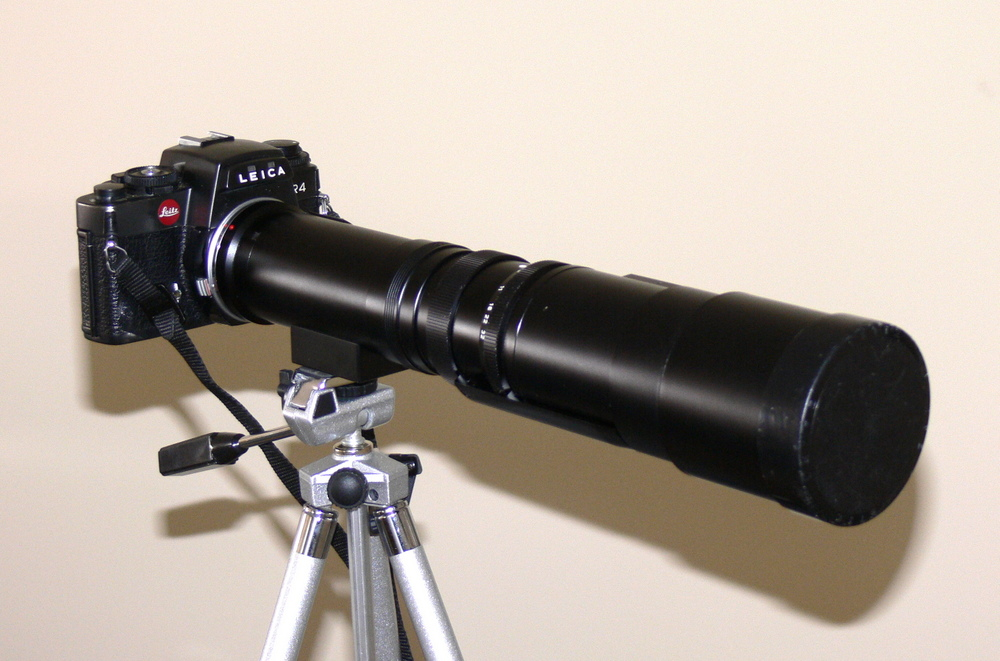
Leitz   Telyt R 400mm /6.8

### D镜头(已停產)。4/3系统用，日本松下設計製造
- 14-50毫米：f2.8-3.5 VARIO-ELMARIT-D ASPH Mega OIS
- 14-50毫米：f3.8-5.6 VARIO-ELMAR-D ASPH Mega OIS
- 14-150毫米：f3.5-5.6 VARIO-ELMAR-D ASPH Mega OIS
- 25毫米：f1.4 SUMMILUX-D ASPH

### S镜头（在產）
CS代表可使用镜间快门
- 35毫米：f2.5 SUMMARIT-S ASPH，f2.5 SUMMARIT-S ASPH CS
- 70毫米：f2.5 SUMMARIT-S ASPH，f2.5 SUMMARIT-S ASPH CS
- 120毫米：f2.5 APO-MACRO-SUMMARIT-S ASPH，f2.5 APO-MACRO-SUMMARIT-S ASPH CS
- 180毫米：f3.5 APO-TELE-ELMAR-S，f3.5 APO-TELE-ELMAR-S CS

## 合作

### 相機品牌

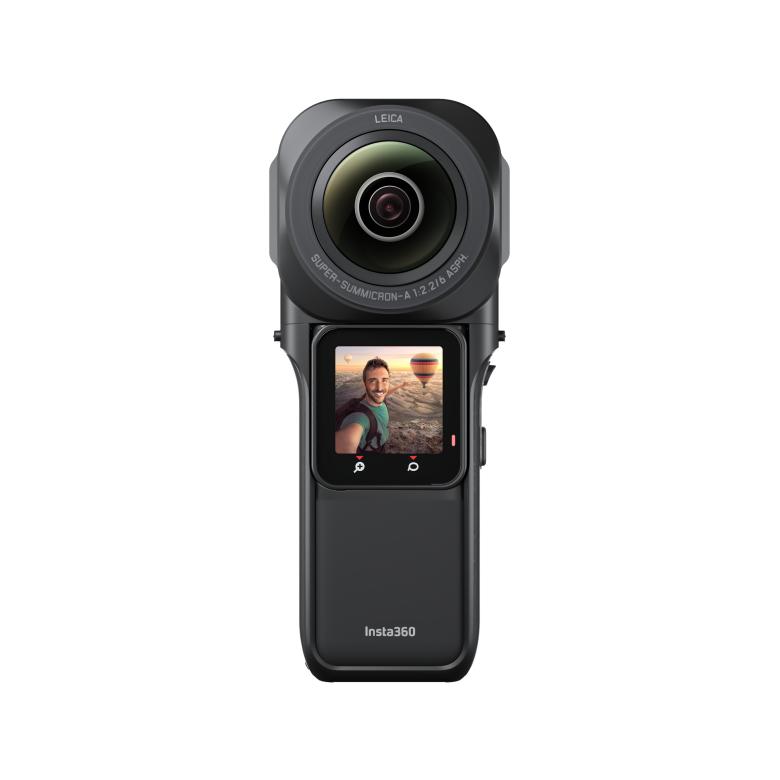
与徕卡联合设计的Insta360 ONE RS 1英寸360

#### 松下
徕卡相機跟松下電器（Panasonic）與Fujifilm在數位時代有多年合作關係，松下的Lumix數碼相機的鏡頭採用獨有的MEGA O.I.S.防抖功能、高感光度，多數此系列的數位相機的鏡頭都是由徠卡授權設計及製造。徕卡則以部分由松下推出的數碼相機作為藍本，推出姊妹型號：如Panasonic LC-1和Leica Digilux 2，以及Leica D-Lux 5和Panasonic LX5。

#### Insta360
2020年1月，Insta360宣布与德国相机制造商徕卡建立战略合作伙伴关系。 Insta360 ONE R 1英寸版由Insta360与徕卡联合设计。

### 手機品牌

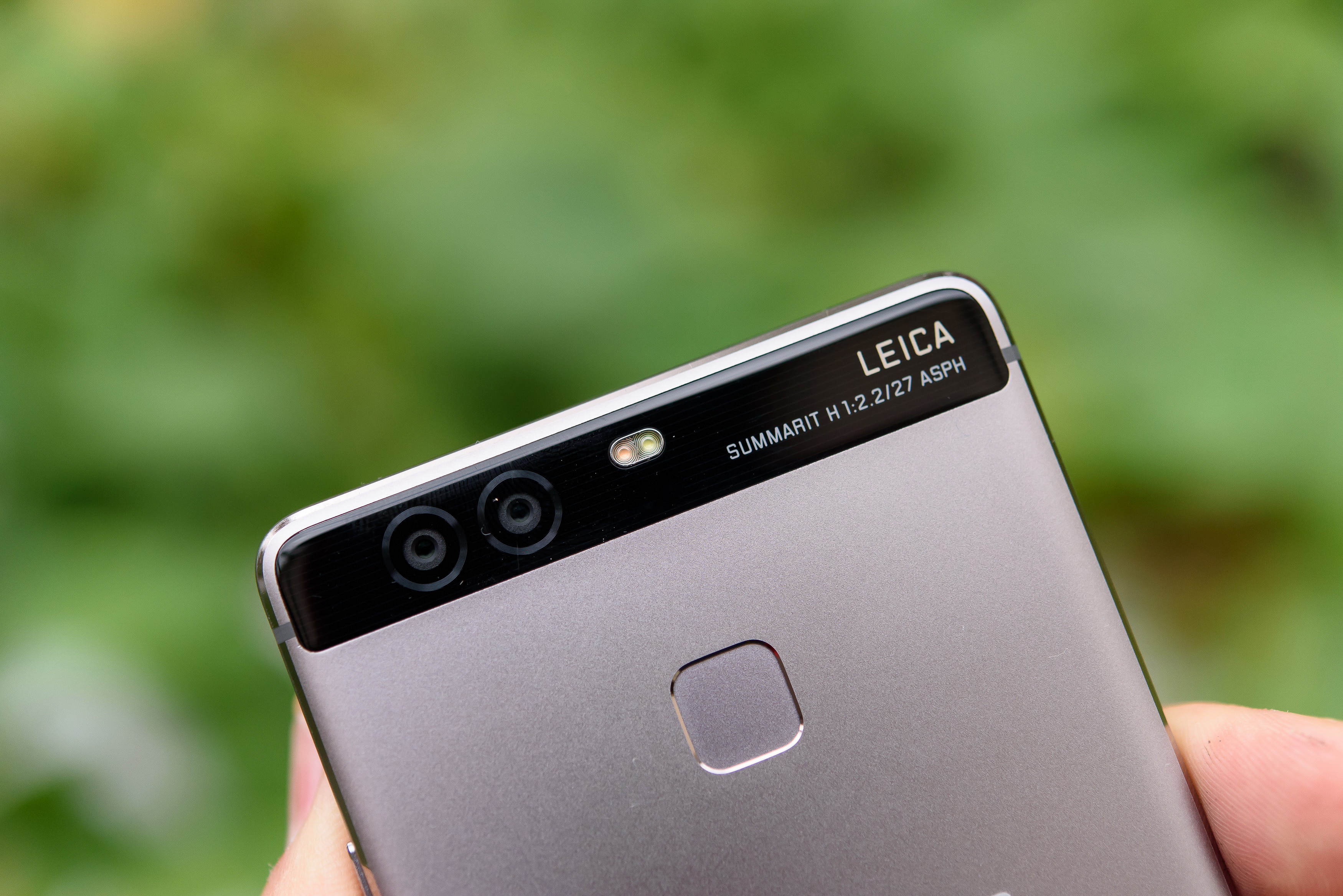
華為P9是全球首部與Leica共同研發的智能手機

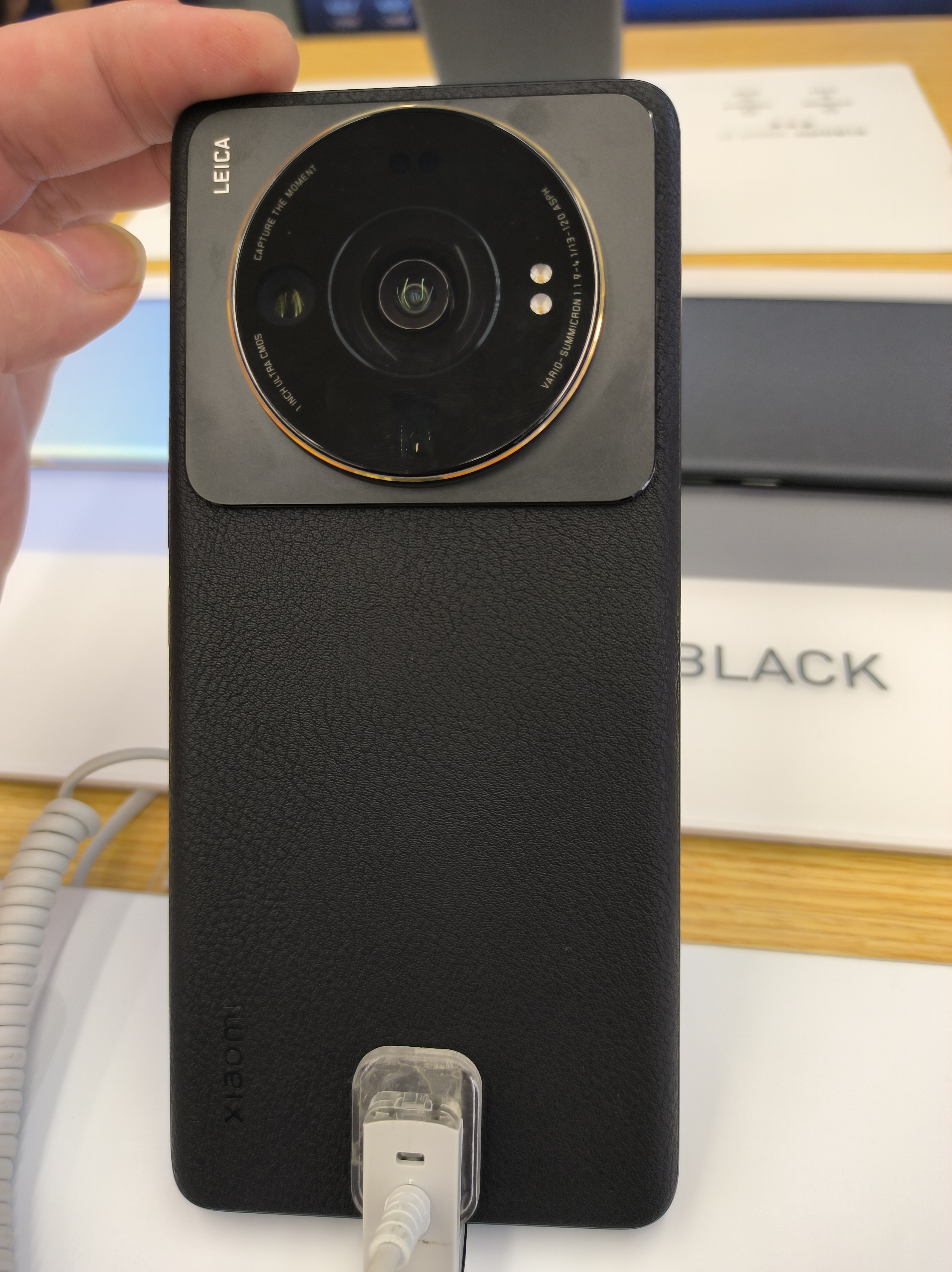
小米12S Ultra搭載與徠卡聯合的影像鏡頭

#### 华为
自2016年以來，徠卡與華為建立了合作關係，徠卡相機將與華為智能手機共同設計，包括P系列和Mate系列。華為P9是全球首部與德國相機廠Leica共同參與研發的智能手機。双方的合作于2022年3月31日结束，华为P50/P50 Pro是双方合作的最后一部智能手机。

#### 夏普
2021年，徠卡與夏普建立技術合作夥伴關係，徠卡相機將聯合設計到夏普智能手機中，但僅限日本市場。 第一款與徠卡相機聯合設計的智能手機是配備1英吋傳感器相機的AQUOS R6。稍後又推出自行設計的AQUOS R6兄弟機種，命名Leitz Phone 1，向創始人及其兒子致敬。而從AQUOS R7開始，外型與兄弟機種Leitz Phone 2風格趨於一致，為強化品牌形象，將手機上「Leica」標誌改為「Leitz」，代表徠卡德國設計工作室出品具有傑出的水準。
AQUOS R8系列亦受Leitz Phone 2影響，並在臺灣推出海外特別版本AQUOS R8s系列，由於品牌授權區域僅限日本，海外版鏡頭原處無「Leitz」標誌，pro機型則以「1 Inch Image Sensor」字樣取代，但強調商品性能和相機畫質跟日版一樣。

#### 小米
2022年，徠卡與小米集團建立戰略合作夥伴關係，共同開發用於小米的数字旗艦智能手機的徠卡相機。 本次新合作下的首款旗艦智能手機系列是2022年7月推出的小米12S系列及2022年8月推出的小米MIX Fold 2。。

## 著名使用者
亨利·卡蒂尔-布雷松：法国著名摄影师，玛格南图片社创始人。
罗伯特·卡帕：匈牙利籍美国战地摄影师，著名作品《中弹了》在生活杂志上发表后照片和摄影师迅速风靡全球。罗伯特·卡帕同時也是馬格蘭攝影通訊社创始人之一。
阿爾弗雷德·艾森士塔特：猶太裔美國攝影家，著名作品是纽约时代广场的《胜利之吻》。

## 品牌標誌

原商業名稱標誌，俗稱「可樂標」（Coke logo），後公司更名成為企業標識
原商品上「Leitz Wetzlar」標記，演變成紅點「Leitz」標誌[註 3]，為現行樣式濫觴